# Massari
Massari, född 10 december 1980 i Beirut, Libanon med det egentliga namnet Sari Abboud, är en arabisk musiker. Han sjunger mest på engelska och libanesiska, inom musikgenrerna R&B, hiphop och pop. Han är född i Libanon men uppväxt i Kanada. Hans artistnamn Massari är slang för pengar på arabiska. Massari har bland annat släppt singeln "Real Love" , "Be Easy" , "Bad Girl"," In Love Again " och "Say You Love Me". " My Love Is On Your Hands" och "Inta Hayati" är arabiska och engelska som han sjunger tillsammans.
Massari har släppt albumet Forever år 2010. De nya låtarna 2011 är " My Love Is On Your Hands" och "Dancing For Your Life".
Hans debutalbum resulterade i fyra singlar, mottagande av Gold certification i Kanada och han fortsatte med internationella framgångar bland annat i Europa, Asien, Mellanöstern och sitt hemland Libanon. Massaris andra album är under arbete. De första två singlarna från albumet, ”Say you love me” blev en hittar på radiokanaler runt om i världen och den 16 maj var första framträdandet i Libanon på Star Academy. Under 2009 har han släppt ”Bad Girl” och 2006 vann han Much Music Award för bästa popvideon ”Be Easy”. År 2006 var han nominerad till Juno Award för R&B / Soul Recording of the Year.

## Diskografi

### Album
- 2006: Massari
- 2009: Forever Massari
- 2018: Tune In

### EPs
- 2015: Hero

### DVD
- 2006: Road to Success

### Singlar
- 2005: "Smile for Me" (feat. Loon)
- 2005: "Be Easy"
- 2006: "Real Love"
- 2006: "Rush the Floor" (feat. Belly)
- 2008: "Say You Love Me"
- 2008: "In Love Again"
- 2009: "Bad Girl"
- 2009: "Body Body"
- 2011: "Dance for Your Life"
- 2012: "Full Circle" (feat. Belly)
- 2012: "Brand New Day"
- 2013: "Shisha" (feat. French Montana)
- 2017: "So Long"
- 2017: "Done Da Da"
- 2017: Done Da Da
- 2017: Number One (feat. Tory Lanez)
- 2018: Roll with It (with Mohammed Assaf)
- 2018: Why (with Shaggy)
- 2018: Tune In (feat. Afrojack & Beenie Man)
- 2018: Ya Nour El Ein (feat. Maya Diab & French Montana)
- 2019: Albeh Nkasar
- 2020: I See the Dream (Badna Salam) (with Ali Gatie)
- 2021: Be Mine